# Григорович, Сергей Константинович
Серге́й Константи́нович Григоро́вич (укр. Сергій Костянтинович Григорович; род. 18 апреля 1978, Киев, Украинская ССР) — украинский разработчик компьютерных игр и бизнесмен.

## Биография
Родился 18 апреля 1978 года в Киеве в семье радиотехника и журналистки.
В 1995 году основал компанию GSC Game World (слово GSC является аббревиатурой фамилии, имени и отчества основателя на английском). Недолго учился в Киевском политехническом институте и Международном научно-техническом университете. 
В 2010 году вошёл в рейтинг 200 самых богатых украинцев по версии журнала «Фокус» (на 150-м месте). Участвовал как мотогонщик в Raihert Racing.
Был женат, о разводе сообщила его жена на своей странице в Facebook. Четверо детей. Трое сыновей, одна дочь.

## Проекты
| Год  | Название                               | Должность               |
| ---- | -------------------------------------- | ----------------------- |
| 1997 | DoomQuest (отменён)                    | Руководитель            |
| 1998 | WarCraft 2000: Nuclear Epidemic        | Руководитель            |
| 1999 | DoomCraft (отменён)                    | Руководитель            |
| 2001 | Казаки: Европейские войны              | Продюсер                |
| 2001 | Venom. Codename: Outbreak              | Продюсер                |
| 2002 | Oblivion Lost (отменён)                | Продюсер                |
| 2002 | Hover Ace                              | Продюсер                |
| 2002 | Завоевание Америки                     | Продюсер                |
| 2002 | Warlocks (отменён)                     | Продюсер                |
| 2003 | FireStarter                            | Продюсер                |
| 2005 | Казаки II: Наполеоновские Войны        | Продюсер                |
| 2006 | Герои уничтоженных империй             | Сценарист, продюсер     |
| 2007 | Герои уничтоженных империй 2 (отменён) | Продюсер                |
| 2007 | S.T.A.L.K.E.R.: Тень Чернобыля         | Продюсер                |
| 2007 | S.T.A.L.K.E.R. Mobile                  | Продюсер                |
| 2008 | S.T.A.L.K.E.R.: Чистое небо            | Продюсер                |
| 2009 | S.T.A.L.K.E.R.: Зов Припяти            | Продюсер                |
| 2011 | S.T.A.L.K.E.R. Online (отменён)        | Продюсер                |
| 2016 | Казаки 3                               | Продюсер                |
| 2024 | S.T.A.L.K.E.R. 2: Heart of Chornobyl   | Отдельная благодарность |